# Con ngựa trong văn hóa Mông Cổ
Văn hoá truyền thống của Mông Cổ là văn hoá thảo nguyên tiếp biến qua nhiều năm lịch sử, do đó, hình tượng con ngựa luôn gắn bó với người dân du mục thảo nguyên. Trong nền văn hóa Mông Cổ, con ngựa đóng một vai trò lớn trong cuộc sống hàng ngày và đời sống quốc dân của người Mông Cổ. Con ngựa gắn chặt với lịch sử và văn hóa của người Mông Cổ, theo truyền thống, người ta nói rằng "Một người Mông Cổ mà không có ngựa giống như một con chim không có cánh". Mỗi một người Mông Cổ có những con ngựa yêu thích cho riêng mình, mỗi thành viên trong gia đình có con ngựa của riêng mình. Đàn ông phi ngựa lùa đàn gia súc trên đồi. Họ cưỡi ngựa không yên, chỉ với cái bàn đạp nhỏ đặc trưng.
Mông Cổ nuôi giữ hơn 3 triệu con ngựa, chủ yếu là giống ngựa Mông Cổ, đó là một quần thể ngựa vượt trội so với tổng dân số của đất nước. Những con ngựa sống ngoài trời quanh năm ở 30 °C (86 °F) vào mùa hè xuống đến −40 °C (40 °F) vào mùa đông và tự mình tìm kiếm thức ăn. Ngoài ra, những con ngựa được phục vụ như ngựa cưỡi, cả cho công việc hàng ngày của những người du mục và trong đua ngựa. Ngựa Mông Cổ là nhân tố chính trong cuộc chinh phục ở thế kỷ 13 của Đế quốc Mông Cổ, với vó ngựa và cánh cung, người Mông Cổ đã chinh phục phần lớn thế giới mà con người được biết đến.
Trong số năm loại thuộc bầy đàn gia súc thường được công nhận ở Mông Cổ (gồm ngựa, lạc đà, bò/ yak, cừu và dê), ngựa được đánh giá cao nhất. Một người du mục có nhiều ngựa được coi là giàu có. Sữa của ngựa nái được vắt và chế biến thành món airag một món quốc ẩm (đồ uống quốc gia), và một số con ngựa bị giết thịt để lấy thịt ngựa. Ngày nay, lễ hội Naadam là sinh hoạt văn hoá tiêu biểu, độc đáo của văn hoá thảo nguyên từ nghìn năm được bảo tồn, phát triển. Trong đó, thi cưỡi ngựa không yên, thi bắn cung, thi đấu vật dân tộc là những môn thể thao đặc biệt được nhiều người tham gia. Trẻ em 8, 9 tuổi thi cưỡi con ngựa một tuổi không yên.

## Giống ngựa

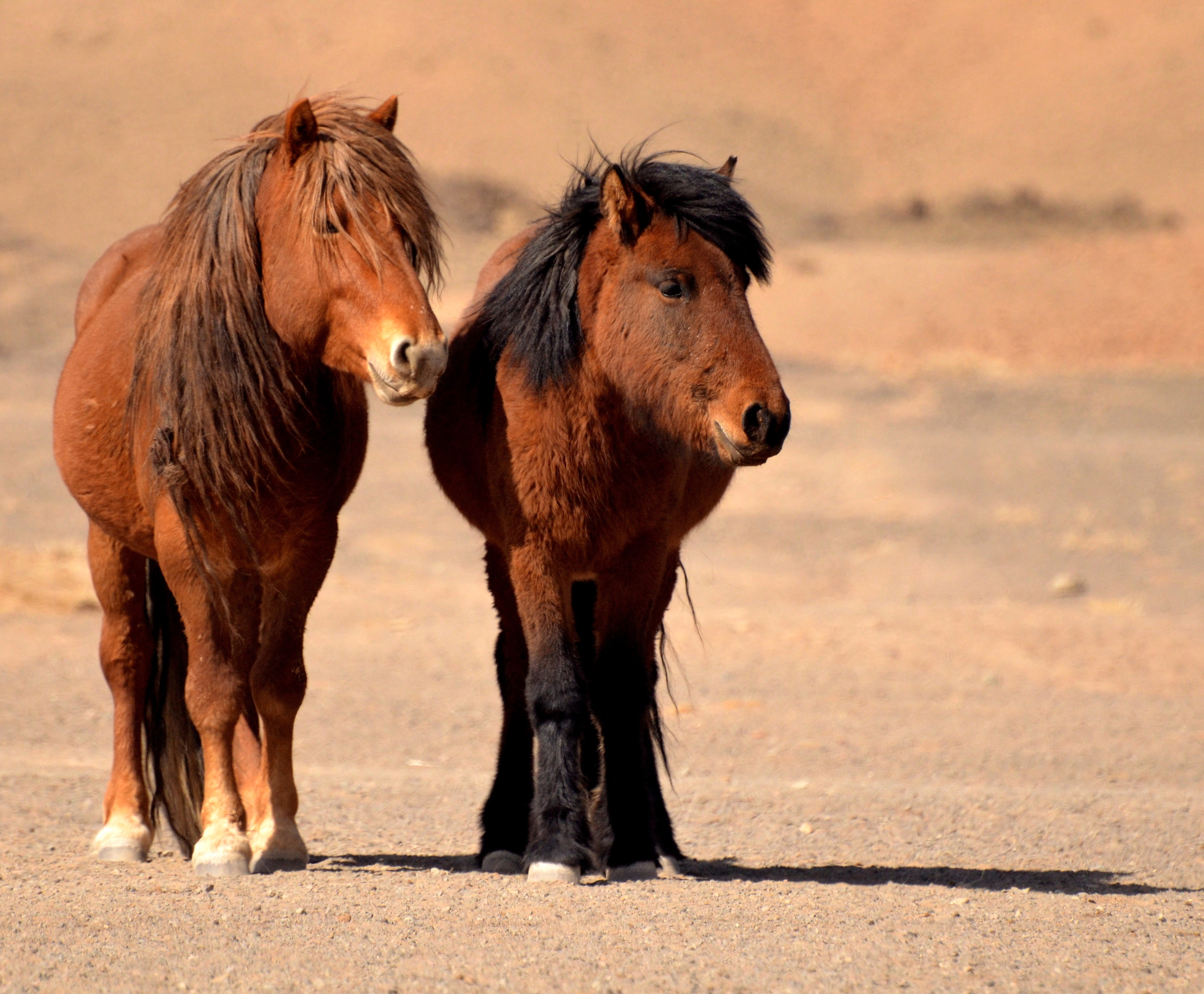
Đôi ngựa Mông Cổ

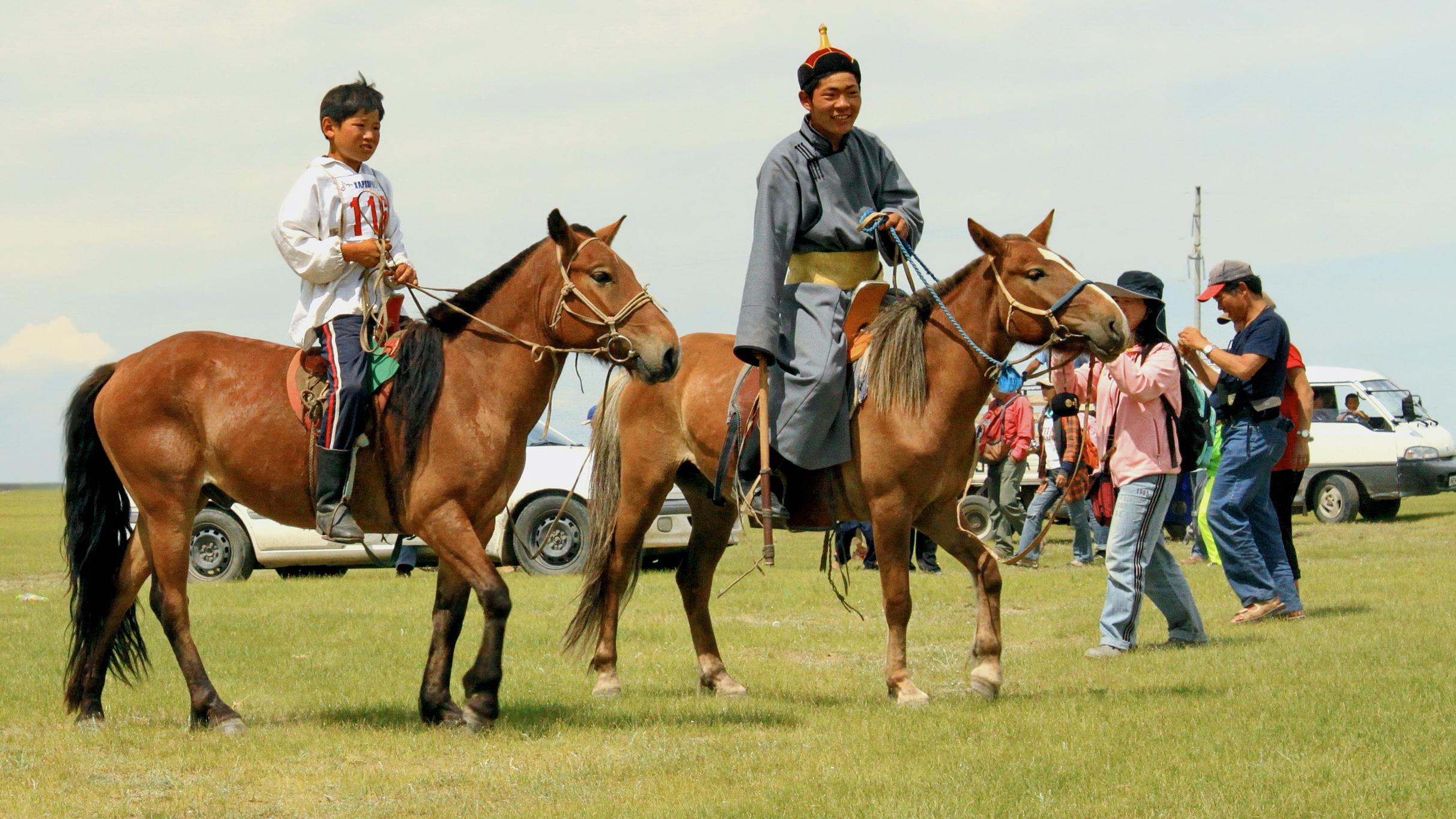
Hai trẻ em đang cưỡi ngựa trong lễ hội Naadam

Ngựa Mông Cổ (tiếng Mông Cổ: Адуу, aduu: có nghĩa là con ngựa) là giống ngựa bản địa của Mông Cổ. Giống ngựa hoang Mông Cổ thủy tổ của giống ngựa nhà Mông Cổ và được Người Mông Cổ thuần hóa loài ngựa từ rất sớm, đây là nòi ngựa chiến nổi tiếng sinh ra trên các vùng thảo nguyên Mông Cổ và sa mạc Gobi thời đế quốc Nguyên Mông thế kỷ VII-XIII. Giống ngựa này hầu như không hề thay đổi kể từ thời kỳ Thành Cát Tư Hãn, những giống ngựa ở Mông Cổ đều rất dẻo dai và nổi tiếng trên toàn thế giới, chúng được rèn luyện ở những điều kiện thời tiết khắc nghiệt
Ngựa Mông Cổ có tầm vóc cỡ trung bình, thậm chí là có tầm thấp, chúng chỉ cao khoảng 1,4m (từ 130 đến 140 cm), toàn thân có màu nâu đỏ hoặc nâu sẫm. Chúng có thân hình cân đối, ngực nở, bụng thon, chân to, bốn chân chắc khỏe, lông dày, cổ nở, rất khoẻ, sức bền bỉ, lại ăn ít, dễ nuôi, chỉ thuần cỏ không cũng đủ và vì thế rất ít tốn kém, là giống ngựa rất giỏi chịu đựng thời tiết khắc nghiệt. Giống ngựa này có tốc độ chạy khá nhanh từ 30–45 km/h, tốc độ đối đa 40 km/h đặc biệt, giống ngựa này rất dai sức, có thể phi nước kiệu trong 10 giờ liền nên từ xưa ngựa Mông Cổ đã được mệnh danh là thiên lý mã.. Đặc biệt khi phi nước đại, chúng luôn nhoài đầu về phía trước cho nên người cưỡi ngựa rất thuận lợi cho việc sử dụng cung tên mà không lo vướng víu.
Giống ngựa Mông Cổ bắt nguồn từ những đồng cỏ phương Bắc với vóc dáng có phần nhỏ hơn, chân ngắn hơn, bờm và đuôi rậm hơn, song chúng ít đòi hỏi chăm sóc, sức chịu đựng tốt, có thể sống quanh năm bằng cỏ mọc trên thảo nguyên, đặc biệt thích nghi tốt với khí hậu cận nhiệt đới. Ở Mông Cổ, chúng được rèn luyện ở những điều kiện thời tiết khắc nghiệt những con ngựa sống ngoài trời quanh năm ở 30 °C (86 °F) vào mùa hè xuống đến -40 °C (-40 °F) vào mùa đông. Những con ngựa Mông Cổ còn có khả năng biết cào tuyết tìm thức ăn do đó trong lịch sử chúng có thể rong ruổi từ đông sang tây theo những cánh quân Mông Cổ chinh phạt thế giới ở cả những vùng giá lạnh, chúng không hề kén thức ăn như các giống ngựa khác.
Ngựa Mông Cổ thì nhỏ gọn, tính chiến đấu cao, có khả năng tự tìm nguồn nước, thức ăn và sống rất khỏe trong mọi điều kiện thời tiết. Ngựa Mông Cổ lại dễ nuôi, chỉ ăn cỏ cũng sống được nên vấn đề binh lương tiếp liệu giảm thiểu hẳn. Chính vì những ưu điểm này, giống ngựa Mông Cổ hoang dã và thuần hóa đã sinh sôi nảy nở ở thảo nguyên. Từ đó chúng rất sẵn có cho người Mông Cổ để sử dụng nếu thuần hóa được. Ngựa là phương tiện di chuyển, bạn đồng hành, và cũng là thực phẩm của chiến sĩ Mông Cổ và có thể nói họ là những kỵ sĩ số một của thế giới thời đó, “có thể sống mười ngày liên tiếp trên yên ngựa, chỉ uống máu ngựa hút từ một động mạch con vật”, trong những cuộc chinh phạt dài ngày, những chiến binh Mông Cổ mệt mỏi vì đói và khát có thể dùng dao khoét lỗ nhỏ trên cổ con ngựa và uống máu nóng của nó.

## Cưỡi ngựa

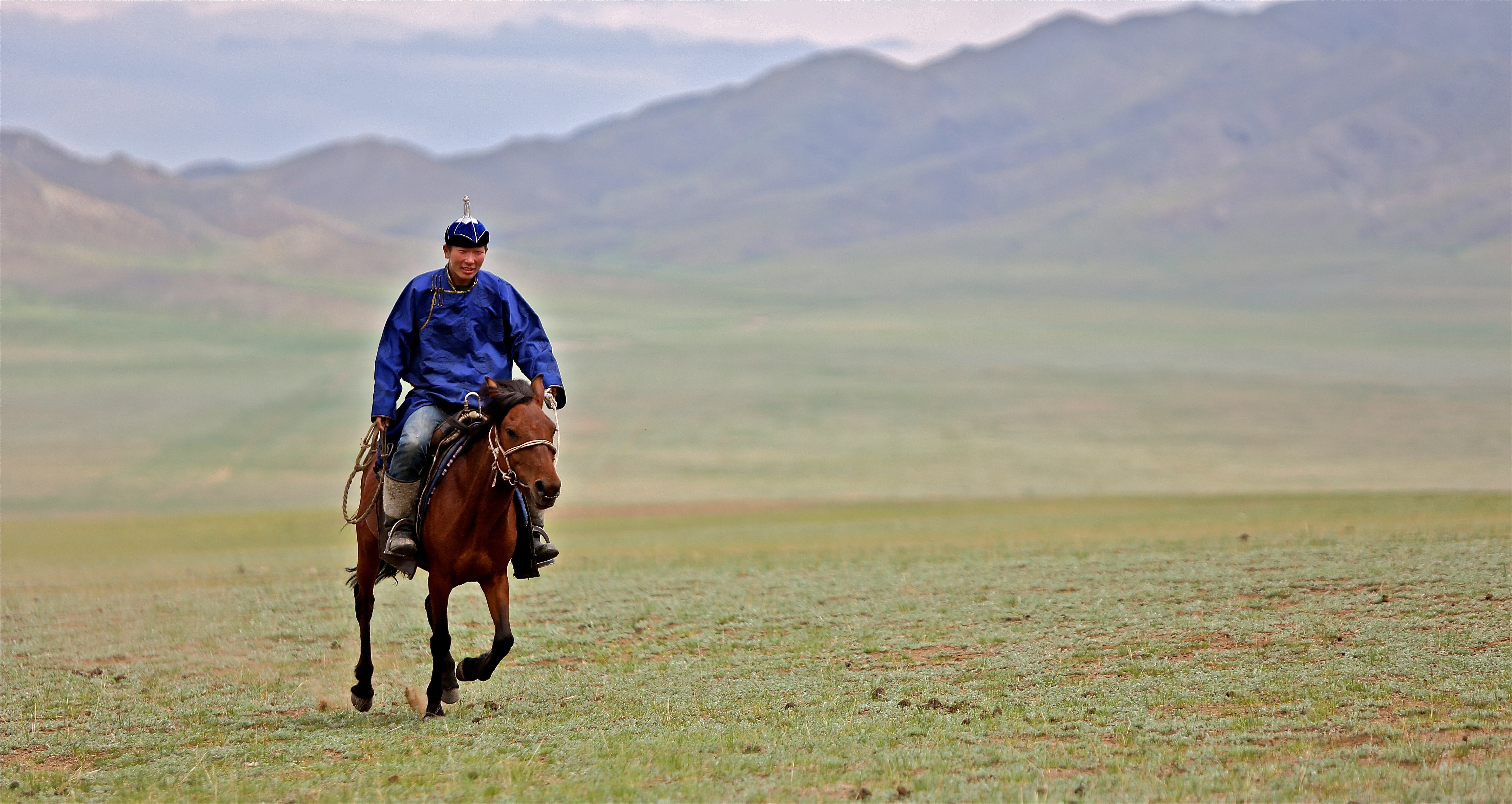
Một kỵ mã Mông Cổ đang cưỡi ngựa trên thảo nguyên bao la

Người Mông Cổ từ xa xư vốn nổi tiếng về tài cưỡi ngựa-bắn cung, trong lịch sử, vó ngựa và cánh cung của họ từng là bá chủ thế giới, tài cưỡi ngựa điêu luyện của kỵ binh Mông Cổ từng là vô địch thiên hạ. Cưỡi ngựa có vai trò đặc biệt trung tâm trong văn hoá Mông Cổ và quy tụ sự đại đoàn kết của dân tộc, sự điêu luyện trong thuật cưỡi ngựa của người Mông Cổ với danh xưng là Mã thuật Mông Cổ (phong cách cưỡi ngựa kiểu Mông Cổ). Những cuộc đua đường trường được thực hiện trong các lễ hội Naadam là một trong những khía cạnh của nó, bởi sự phổ biến của kỹ thuật đua ngựa. Một ví dụ về kỹ thuật đua ngựa là truyền thuyết rằng anh hùng quân sự Mông Cổ Damdin Sükhbaatar đã rải những đồng xu trên mặt đất và sau đó nhặt chúng lên trên lưng một chú ngựa phi nước đại.
Người Mông Cổ sở hữu phong cách cưỡi ngựa cũng không giống người phương Tây. Họ cầm cương chỉ bằng một tay và bàn đạp yên ngựa ngắn hơn, một số kỹ thuật, chiến thuật huấn luyện hay cưỡi ngựa cũng rất khác. Một nhà nghiên cứu phương Tây là Elizabeth Kendall, người đã đi qua Mông Cổ vào năm 1911, đã quan sát: "Để đánh giá về người Mông Cổ, bạn phải nhìn thấy anh ta trên lưng ngựa, thực sự bạn hiếm khi nhìn thấy anh ta đi bộ, vì anh ta không đặt chân xuống đất. Con ngựa của anh ta chỉ cao bằng một nửa người Mông Cổ, nhưng với con ngựa của anh ta thì tốt như hai người đàn ông. Thật là một cảnh tượng đẹp khi thấy anh ta cưỡi ngựa phi xé gió trên thảo nguyên, băng qua những rặng đồi với dây cương buông thõng, giống như cao bồi phương Tây, nhưng ít rườn người hơn và không cần yên ngựa".
Trong lịch sử, người Mông Cổ cưỡi ngựa thì họ phi ngựa như bay không cần cầm cương, hai tay đều rảnh để cầm vũ khí. Khi ngựa đang phi họ có thể nhảy xuống đất chạy theo, rồi nhảy trở lại lên lưng như trò xiếc, họ còn có thể cỡi suốt 15 giờ liền, mỗi ngày đi được khoảng 75 cây số. Họ rong ruổi đây đó, hoặc theo bầy súc vật hoặc đuổi thú rừng. Ngựa đua được huấn luyện với phương pháp đặc biệt, truyền từ đời này sang đời khác. Mỗi nhóm ở mỗi địa phương có bí quyết huấn luyện ngựa riêng. Khác với các nước phương Tây, người Mông Cổ cầm dây cương ngựa bằng một tay, và dùng những bàn đạp nhỏ hơn, họ có thể nhoài người, rạp người, khom người, rướn người, xoay người, ngã người khi đang cưỡi ngựa một cách điêu luyện và thuần thục.
Bằng cách dành nhiều thời gian chăm chỉ luyện tập, người Mông Cổ có khả năng cưỡi ngựa điệu nghệ và chiến đấu ngay trên lưng ngựa. Họ có thể giữ cân bằng rất tốt mà không cần phải dùng đến tay ngay cả khi con ngựa xoay chuyển hay người cưỡi dịch chuyển để tấn công kẻ địch. Những kỵ binh Mông Cổ có thể dùng tay để bắn tên theo bất kỳ hướng nào ngay trên lưng ngựa với độ chính xác rất cao, họ có thể nhoài người bắn tên về phía trước, ôm ngựa để nhặt đồng xu, kỹ thuật điêu luyện, thuần thục. Bên cạnh đó thì kỹ năng bắn cung của những chiến binh hoàn toàn có thể nhắm trúng mục tiêu khi đang phi ngựa, có thể bắn tên theo bất kỳ hướng nào, bắn được nhiều mục tiêu cùng một lúc ngay trên lưng ngựa ở khoảng cách xa, ngay cả sau lưng, nổi bật là tiết mục “Hồi mã cung” (xoay người bắn ngược) được xem là đặc sản của các chiến sĩ Mông Cổ. 

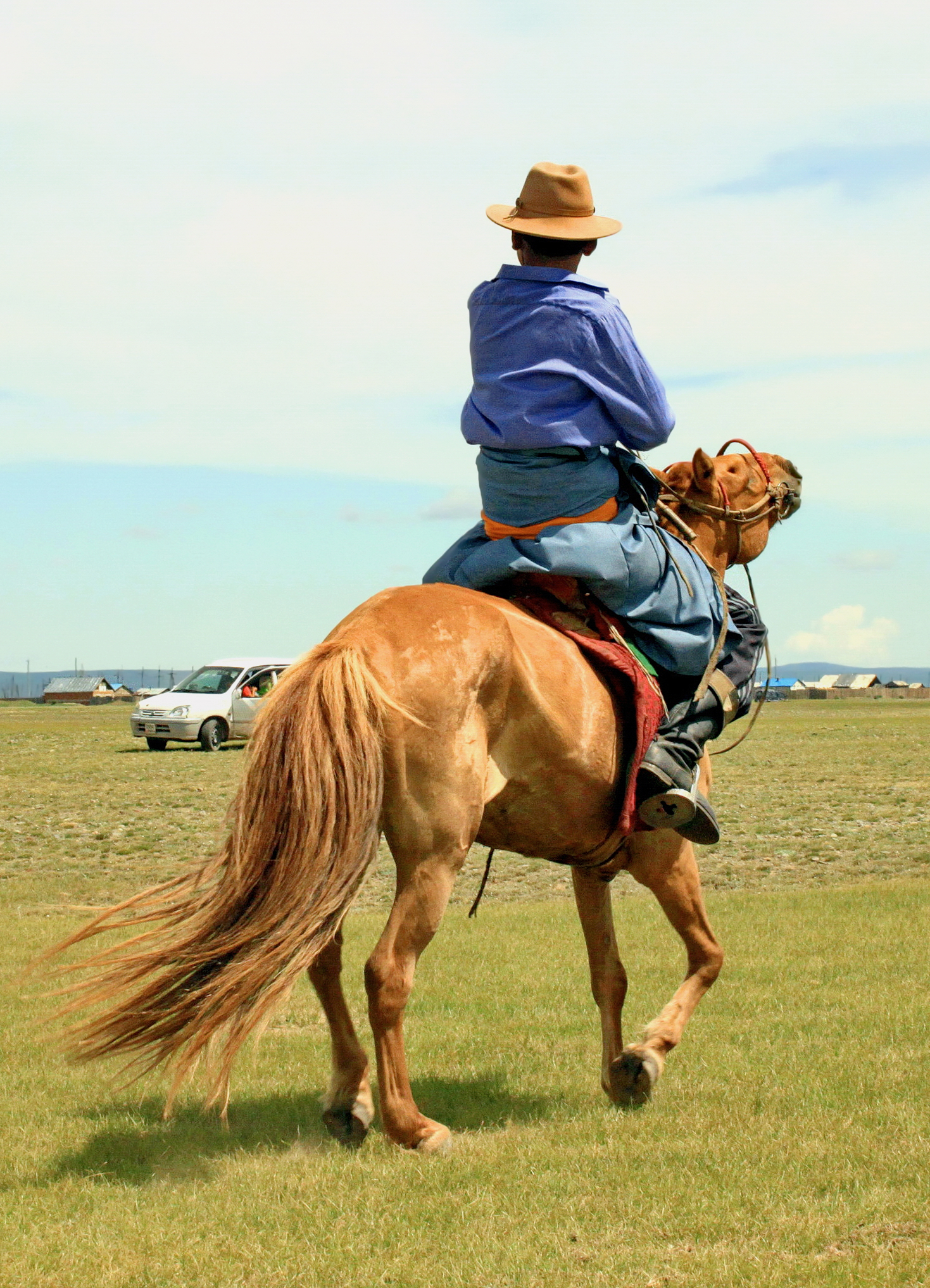
Trẻ em Mông Cổ cưỡi ngựa điêu luyện

Sức mạnh của đại quân Mông Cổ là bắt nguồn từ một phát minh, cải tiến kỹ thuật quân sự hết sức đơn giản, đó chính là chiếc bàn đạp yên ngựa, vật dụng nhỏ bé này lại mang lại lợi ích rất lớn cho bất kỳ chiến binh, kỵ binh nào sử dụng chúng giúp ổn định trọng tâm, có điểm tựa để giữ thăng bằng. Người Mông Cổ đứng trên bàn đạp yên ngựa, với phần lớn trọng lượng cơ thể được dồn vào bắp chân, trong khi chỉ dồn một phần nhỏ lực xuống bàn chân và mắt cá chân. Chiếc bàn đạp giúp những người lính Mông Cổ có thể ngồi thẳng, vững trọng tâm trên lưng ngựa ở cả trong các tình huống hỗn loạn nhất.
Chúng được treo vào yên ngựa làm bằng gỗ, cao nổi lên ở phía trước và sau. Dù chỉ là những chiếc bàn đạp thô sơ nhất như cái có dạng vòng da thì cũng giúp ích nhiều cho các chiến binh có thể ngồi trên lưng ngựa vững chắc và chiến đấu trên quãng đường dài hơn. Chiếc bàn đạp yên ngựa giúp người Mông Cổ chiến đấu điệu nghệ và bắn tên chính xác ngay trên lưng ngựa, đây là một vật dụng tuyệt vời giúp người Mông Cổ có thể ngồi vững và linh hoạt trong chiến đấu. Bàn đạp rộng phải thoải mái nhưng cũng cần chắc chắn vì người Mông Cổ đã sử dụng vật liệu nhỏ này để cưỡi ngựa một cách hết sức điêu luyện, giúp ích rất nhiều trong quá trình chiến đấu và thực hiện các cuộc chinh phạt.
Ở Mông Cổ, người ta vẫn còn duy trì nét văn hóa cưỡi ngựa, bắn cung và điều khiển đại bàng. Mông Cổ là đất nước mà ngựa là trung tâm trong cuộc sống hàng ngày. Trẻ em Mông Cổ học cưỡi ngựa ngay khi biết đi từ năm 3 tuổi, gần như cùng thời điểm với lúc chúng tập đi chập chững những bước đầu tiên và cho đến nay, người Mông Cổ vẫn đứng đầu thế giới về khả năng cưỡi ngựa. Khi lên ba, một đứa trẻ đã được mẹ dạy cưỡi ngựa bằng cách buộc nó lên lưng ngựa. Độ một năm sau, nó có được chiếc cung tên đầu tiên. Nó có thể đi liên tiếp mười ngày không một bữa ăn, chỉ sống bằng sữa khô hay sữa lên men cùng với thịt bò hay thịt cừu. Nếu cần nó có thể rạch một mạch máu ngay trên cổ con ngựa đang cưỡi để hút máu.
Trẻ con thường xuyên tham gia vào các cuộc đua ngựa. Đua ngựa ở Mông Cổ hiện là nghệ thuật dân gian thu hút sự quan tâm không những của người nước này mà còn hàng nghìn khách du lịch quốc tế qua Lễ hội Naadam hàng năm. Người cầm cương là các cô bé, cậu bé 5-12 tuổi. Có 6 nội dung đua, tùy thuộc vào độ tuổi của ngựa, từ 1 (Daaga)-5 tuổi (Ih Nas). Mỗi lần đua có gần 500 con ngựa, thậm chí có lần 1.000 con cùng đua. Các trẻ em sống trên vùng thảo nguyên vào khoảng 14-15 tuổi sẽ được những người đàn ông lớn tuổi hơn trong gia đình truyền lại cách điều khiển ngựa và tập cách bắn cung, những trẻ em Mông Cổ được cho cưỡi ngụa từ tấm bé. Từ đó sau khi trưởng thành, những trẻ em này chính là các kỵ mã điêu luyện kế tục sự nghiệp cưỡi ngựa, chăn thả của cha ông chúng qua nhiều thế hệ.

## Sử dụng ngựa

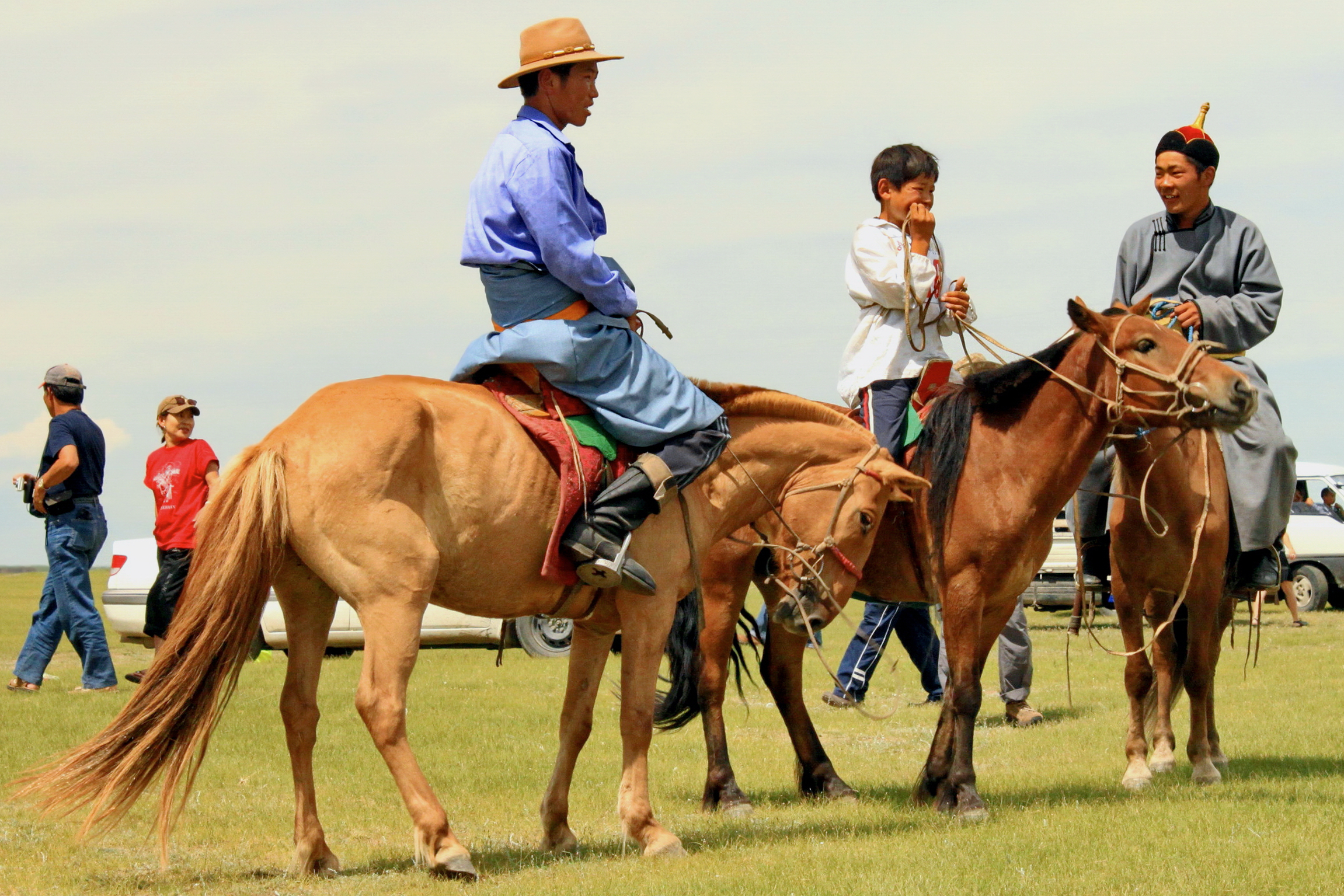
Trẻ em cưỡi ngựa ở Mông Cổ

Ngựa Mông Cổ được huấn luyện để dùng cho việc di chuyển, săn bắn, vận chuyển và đặc biệt là dùng trong chiến tranh. Ngựa là tốc độ và với dân du mục thì tốc độ chính là sức mạnh. Ngựa là một trong những nhân tố chính làm nên thành công và sức mạnh của người Mông Cổ vì con ngựa mới là loài thiết yếu hơn hết trong đời sống du mục, chúng phục vụ cho cả công việc hàng ngày của những người du mục và trong cuộc đua ngựa. Trên một cõi đất bao la mà những cánh đồng cỏ thường cách nhau hàng trăm dặm đường, người Mông Cổ chỉ trông cậy vào phương tiện giao thông nhanh hơn hết là ngựa. Họ chú trọng sản xuất ngựa thật nhanh, thật nhiều vì mỗi tấc đường đều cần đến ngựa và chỉ có họ mới điều khiển nổi những con ngựa bất kham ấy.
Ngựa vừa là niềm vui vừa là sự tự hào của người dân Mông Cổ Trẻ con Mông Cổ học cưỡi ngựa từ năm 3 tuổi, gần như cùng thời điểm với lúc chúng tập đi chập chững những bước đầu tiên. Phi ngựa ở Mông Cổ là một trải nghiệm đặc biệt. Chính ở đất nước này mới là nơi mà chuyện phi ngựa trở nên đúng nghĩa. Ngựa thoải mái tung vó giữa thảo nguyên ngút ngàn, nòi ngựa chiến của Mông Cổ là một dòng riêng biệt và nổi tiếng. Không phải là dòng ngựa quý tộc của châu Âu, dòng ngựa này tuy không cao to nhưng có sức dẻo dai, Những chú ngựa nhỏ người nhưng săn chắc và chạy nhanh như gió. Chúng rất thuần thục trong việc chở người trên lưng. Ngay nay, ngựa thường tặng ngựa cho khách quý đến thăm. 

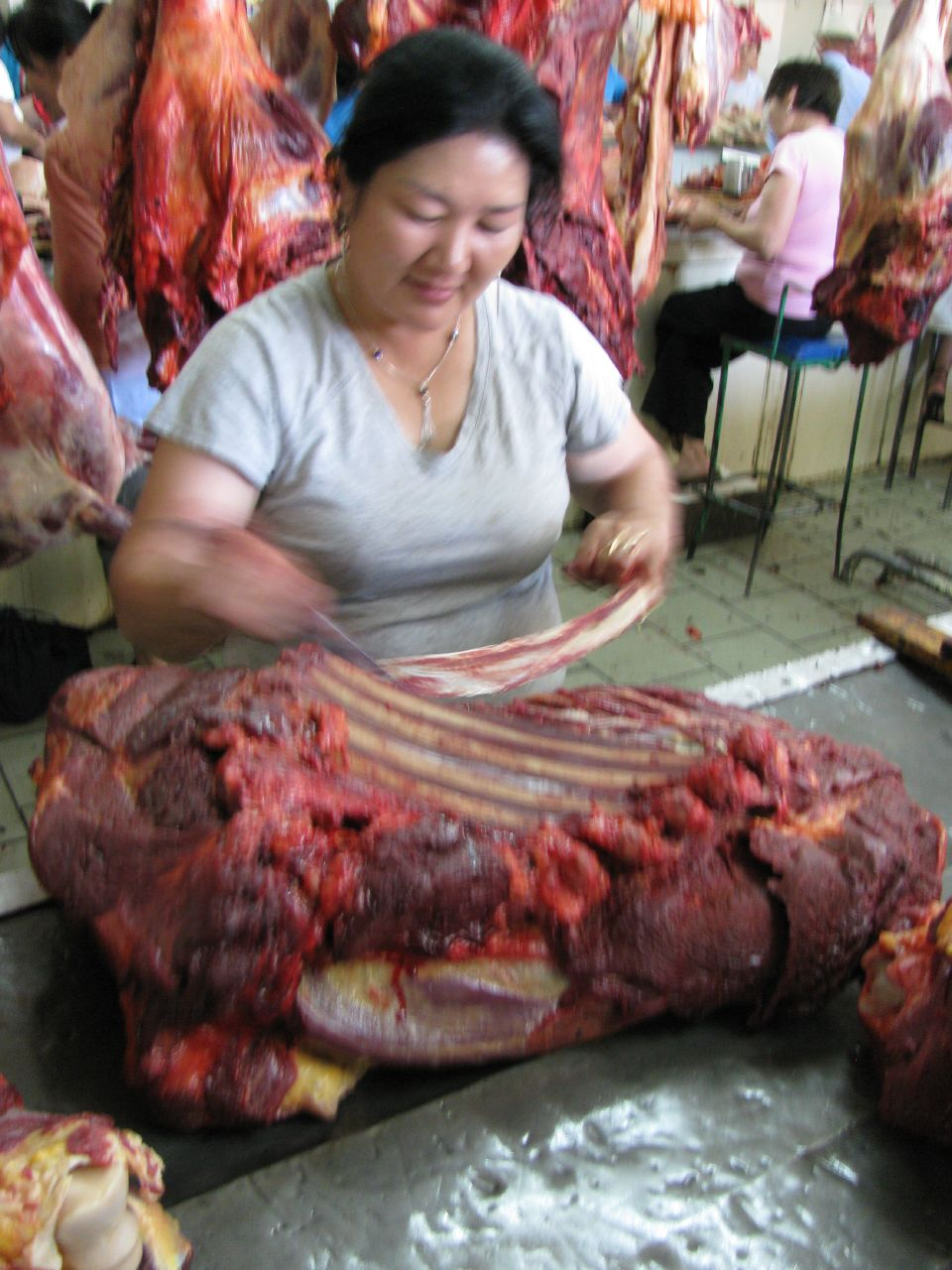
Thịt ngựa được bày bán tại Mông Cổ

Ngựa là nguyên liệu cho nhiều sản phẩm của người Mông Cổ, trong đó có các sản phẩm phụ từ việc giết ngựa lấy thịt hay thu thập những sản phẩm từ những con ngựa sống. Sữa của con ngựa được chế biến thành các airag đồ uống, và một số động vật được giết mổ thịt. Sản phẩm thu được từ ngựa sống như sữa ngựa, được các trại chăn nuôi ngựa sản xuất, chẳng hạn như họ để cho sữa ngựa lên men rồi sản xuất gọi là kumis (giống như chất rượu). Máu ngựa đã từng được sử dụng như thực phẩm của người Mông Cổ, người ta đã tìm thấy nó là một nguồn dinh dưỡng thuận tiện khi đi đoạn đường quá xa hay đi du lịch. Người Mông Cổ uống máu ngựa làm cho họ đi xe trong thời gian dài mà không cần dừng lại để ăn.
Người Mông Cổ trước đây thường không ăn thịt ngựa. Nếu cùng đường, bất đắc dĩ phải ăn thịt ngựa trong trường hợp không còn gì ăn, để cứu đói, thì bao giờ người ta cũng chừa lại cái đầu và cất công mang lên đỉnh núi cao nhất để thờ. Người Mông Cổ ăn xúc xích thịt ngựa gọi là kazy và uống thứ rượu làm từ sữa ngựa gọi là airag. Họ chuộng thịt bò và thịt cừu hơn, song thịt ngựa vẫn được nhiều người chọn dùng vào mùa đông giá lạnh vì nó ít cholesterol và thịt ngựa được giữ cho không đông và theo truyền thống, người Mông Cổ tin rằng thực phẩm này giúp cho cơ thể ấm hơn.
Ngựa Mông Cổ gắn liền với sự kiện quan trọng trong lịch sử thế giới đó là sự hình thành và bành trướng của Đế chế Mông Cổ trên toàn thế giới thời đó và được biết đến là một trong những đế chế vĩ đại nhất trong lịch sử loài người. Thuật ngữ vó ngựa Mông Cổ gây khiếp đảm cho những giống dân bản xứ nhất là ở châu Âu với câu nói “Vó ngựa Mông Cổ đến đâu thì ở đó cỏ không mọc được”. Ngoài việc dùng trong chiến đấu, ngựa còn đóng một vai trò quan trọng trong việc truyền tin. Hệ thống bưu chính của đế quốc Mông Cổ cũ được gọi là Yam có nghĩa là "trạm kiểm soát". Một người đưa thư thường phải di chuyển 40 km giữa 2 trạm kế tiếp nhau. Sau đó người này có thể nhận ngựa mới đã được nghỉ ngơi hoặc đưa thư đó cho người tiếp theo để đảm bảo tốc độ chuyển thư nhanh nhất có thể. Tại một thời điểm, trên toàn diện tích Mông Cổ có khoảng 1.400 trạm như thế với hơn 50.000 con ngựa sử dụng để chuyển thư.

## Văn hóa ngựa

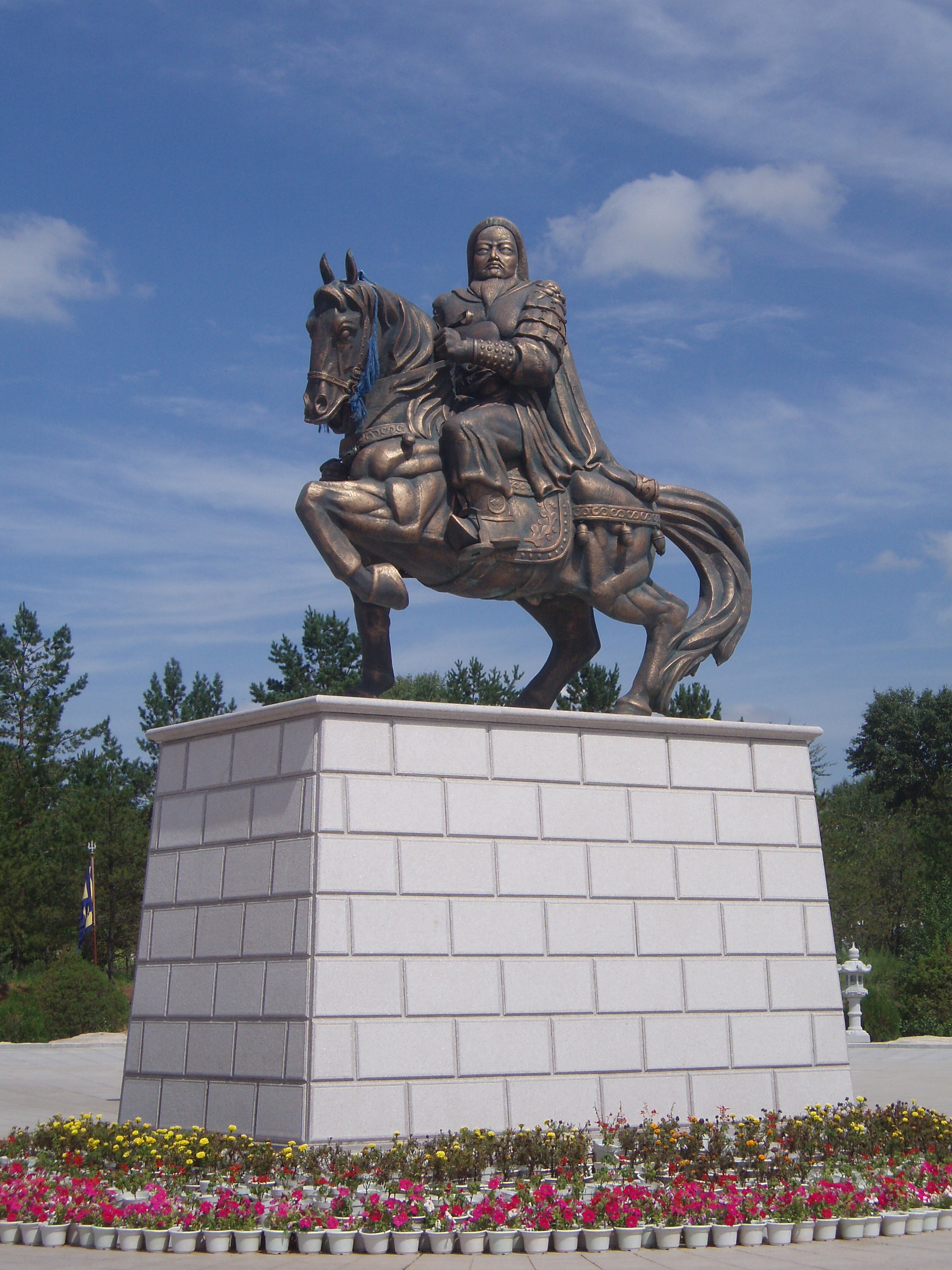
Tượng Thành Cát Tư Hãn đang cưỡi ngựa

Trong suốt thời gian diễn ra Lễ hội Nadaam, hàng nghìn con ngựa được tập hợp lại để chuẩn bị cho 3 môn thể thao chính là đua ngựa, bắn cung và đấu vật. Cuộc đời du mục nơi thảo nguyên bao la, rộng lớn, nên chỉ có thể trông cậy vào người bạn đường là ngựa. Ngựa là thứ qúy nhất với người Mông Cổ. Ngựa chở người, thồ hàng, ngựa chăn cừu, đi săn, trước đây, nó chinh chiến cực dẻo dai. Môn đua ngựa cũng được dân Mông Cổ ưa chuộng nhất, rồi mới đến bắn cung, đấu vật. Với người Mông Cổ, ngựa tượng trưng cho sức mạnh, sự trung thành, sức sống mãnh liệt và may mắn. Quanh phố phường Ulaanbaatar, bắt gặp nhiều tượng người cưỡi ngựa.
Cách người Mông Cổ sống (ứng xử) với ngựa cũng rất khác so với các vùng khác trên thế giới. Ngôn ngữ của họ thấm nhuần văn hóa ngựa. Ngựa được đặt ở một vị trí trân trọng trong đời sống văn minh của người Mông Cổ. Người Mông Cổ luôn trân trọng ngựa. Nó là bạn đồng hành với con người trong suốt cả ngày lẫn đêm, là nguồn cội niềm vui, niềm tự hào cả ngày lẫn đêm. Khi muốn chào đón ai đó mà người Mông Cổ rất ngưỡng mộ và tôn trọng, họ sẽ nói: anh/chị cưỡi ngựa giỏi chứ?; hay khi muốn đi vệ sinh, họ sẽ nói: ra xem con ngựa của tôi thế nào. Có một số quy định bắt buộc cần phải tuân theo khi muốn chinh phục một chú ngựa Mông Cổ là không được mặc quần áo quá sặc sỡ, không được mặc những thứ phát ra tiếng sột soạt, luôn mặc quần dài và phải trèo lên lưng ngựa từ phía bên trái, không được ngồi hay quỳ gối ở gần ngựa.
Nếu người phương Tây đặt tên ngựa theo những danh từ giống với tên người thì ngựa Mông Cổ lại được phân biệt theo màu sắc. Có khoảng 300 tên màu chỉ để nhận dạng ngựa. Ngay cả khi đếm hết số ngựa tại Mông Cổ cũng sẽ không tìm thấy tên con ngựa này trùng với tên con ngựa kia, tất nhiên là chính xác với màu lông của nó. Người Mông Cổ cũng sáng tạo ra nhiều loại nhạc cụ, trong đó Morin khuur (Mã đầu cầm), hình đầu ngựa, có 2 dây được làm từ lông đuôi ngựa, là một trong những nhạc cụ quan trọng nhất, được coi là biểu tượng của đất nước Mông Cổ. Âm thanh Morin khuur tạo ra được miêu tả là phóng khoáng, mênh mang như tiếng hí của ngựa hoang, hay giống cơn gió nhẹ trên thảo nguyên bát ngát.
Nhiều người truyền tai nhau rằng ở Mông Cổ có tín ngưỡng thờ ngựa. Nguồn gốc của tin đồn này là Takhi, một giống ngựa hoang, trong tiếng Mông Cổ có nghĩa là tinh thần, (được coi là) đã tuyệt chủng trong tự nhiên từ những năm 1960. Takhi sở hữu khả năng phi cực nhanh, đã có thời các kỵ sỹ Mông Cổ ngày đêm tìm cách khống chế Takhi để mong chú ngựa cái của mình được phối giống với nó, nhưng họ chưa bao giờ làm được điều đó. Người Mông Cổ coi Takhi là bảo vật quốc gia. Việc một số chương trình lên kế hoạch đưa loài ngựa này trở lại các thảo nguyên ở Mông Cổ và sa mạc Gobi có ý nghĩa lớn với đất nước Mông Cổ, nơi ngựa là biểu tượng của tự do và hạnh phúc.
Giống ngựa lừng danh Mông Cổ lại không phải là linh vật tổ (Tô-tem) của người Mông Cổ, với tất cả các đặc tính ưu việt của giống ngựa Mông Cổ như khỏe mạnh, bản năng sinh tồn lớn, sức chịu đựng phi thường, khả năng thích nghi vô tận, nhưng cho dù rất ưu việt so với nhiều giống ngựa khác trên thế giới, nhưng ngựa Mông Cổ vẫn không có tính chiến đấu cao vì bị thiến. Ngựa chiến phải là ngựa bị thiến để ngựa không phải bận tâm tìm bạn tình, chính vì vậy ngựa chiến không có khả năng chiến đấu cao với thiên địch, không thể nào chiến thắng được kẻ thù truyền kiếp là sói. Đặc biệt là, cho dù là ngựa Mông Cổ, loài ngựa này vẫn bị con người bắt giữ và thuần hóa dễ dàng. Tulpar là thuật ngữ chỉ một loài ngựa có cánh huyền thoại ở các nước Trung Á, ở Mông Cổ chúng được xem là giống ngựa Mông Cổ. Đây cũng là loài ngựa có cánh hay còn gọi là ngựa bay, xuất hiện trong nhiều truyền thuyết và thần thoại châu Á.
Trong tiểu thuyết kiếm hiệp, nhà văn Kim Dung đã miêu tả về ngựa Hãn huyết bảo mã trong truyện Anh hùng xạ điêu, với mồ hôi đỏ như máu, chạy nhanh như gió lốc, ngày đi hàng ngàn dặm. Theo lịch sử thì Hán Vũ đế đã treo thưởng hậu hĩnh cho những ai tìm được loại ngựa này. Nhiều tư liệu cho thấy chính Thành Cát Tư Hãn cũng cưỡi một con Hãn huyết bảo mã. Sự xuất hiện của loài ngựa này tại Mông Cổ hẳn là chuyện thật. Bởi đất nước này từng nằm trên Con đường tơ lựa, không khó khăn để đưa Hãn huyết bảo mã (hay tên chính thức là ngựa Akhal-Teke) từ đất nước khai sinh loài ngựa này là Turkmenistan về và rất gần với đất nước Mông Cổ, đồng thời khoa học đã giải thích về hiện tượng chúng có mồ hôi như máu do nhiễm loại ký sinh trùng.

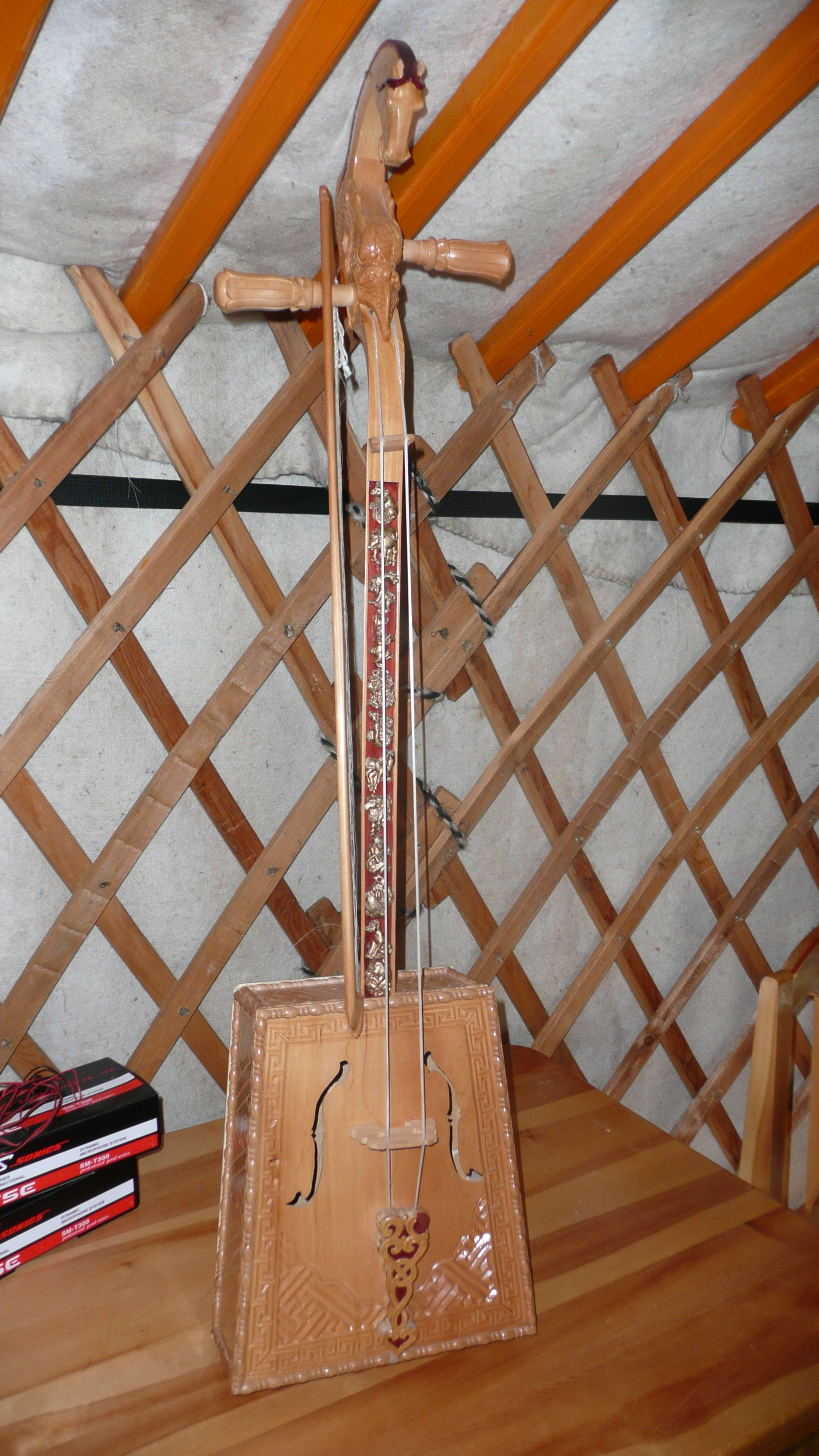
Mã đầu cầm (đàn đầu ngựa) - loại nhạc cụ sử dụng vĩ kéo của người Mông Cổ

Mã đầu cầm là nhạc cụ dây cổ truyền, được đặt tên bởi đỉnh cần đàn có điêu khắc hình đầu con ngựa. Kể từ khi ra đời, mã đầu cầm đã trở thành nhạc cụ được người dân du mục dân tộc Mông Cổ yêu thích và lưu truyền rộng rãi. Hộp đàn làm bằng gỗ tùng, hai mặt hộp đàn được căng bằng da ngựa hoặc da cừu. Cần đàn thon nhỏ và dài, làm bằng gỗ du hoặc gỗ tử đàn. Dây đàn và cung đàn đều làm bằng bông đuôi ngựa, cách diễn tấu khác với nhạc cụ dây khác là lấy cung đàn lông đuôi ngựa kéo trên dây đàn lông đuôi ngựa, tiếng đàn êm dịu hùng hồn, âm thanh rộng và trầm, giàu phong cách thảo nguyên.

## Trong chiến tranh
Trong lịch sử, người Mông Cổ nổi tiếng vì đội kỵ binh tinh nhuệ cùng với sự tàn bạo của họ với “vó ngựa và cánh cung”. Người Mông Cổ là dân tộc thiện chiến bậc nhất lịch sử, chẳng thế mà có câu "Vó ngựa Mông Cổ đi tới đâu, cỏ chết đến đấy". Dân tộc du mục này sống trên lưng ngựa, chiến đấu trên lưng ngựa và cũng ăn ngủ trên lưng ngựa. Về loài ngựa thì sự tồn tại của nó có lẽ quyết định cho sự phát triển của cả một đế chế, thậm chí là thay đổi lại toàn bộ lịch sử thế giới chẳng hạn như lực lượng kỵ binh du mục mà tiêu biểu là kỵ binh Mông Cổ với kiểu tổ chức khinh kỵ (kỵ binh nhẹ) kết hợp với cung tiễn gọi là kỵ xạ Mông Cổ.
Giống ngựa của người Mông Cổ tuy nhỏ nhưng nhanh nhẹn, chúng có thể sinh tồn được ngay ở ở trong những môi trường thưa thớt cỏ nhất. Ngựa Mông Cổ có độ bền tuyệt vời, rất dai sức và có thể chạy một quãng đường dài mà không bị đuối sức. Thông thường, mỗi người lính đều có từ 4-6 con ngựa. Đặc biệt, họ sẽ luân chuyển việc cưỡi từng con ngựa trong khi tham gia chiến đấu, để đảm bảo không có một con ngựa nào bị cạn kiệt sức lực. Điều này góp phần tăng khả năng linh hoạt cho quân đội Mông Cổ. Họ có thể đi được rất xa, khoảng gần 100 đến 160 km/ngày. Khi hành quân, nếu cần có thể rạch một mạch máu ngay trên cổ con ngựa đang cưỡi để hút máu. Họ có thể ngồi liên tiếp trên lưng ngựa mười ngày liền, ăn ngủ trên đó.

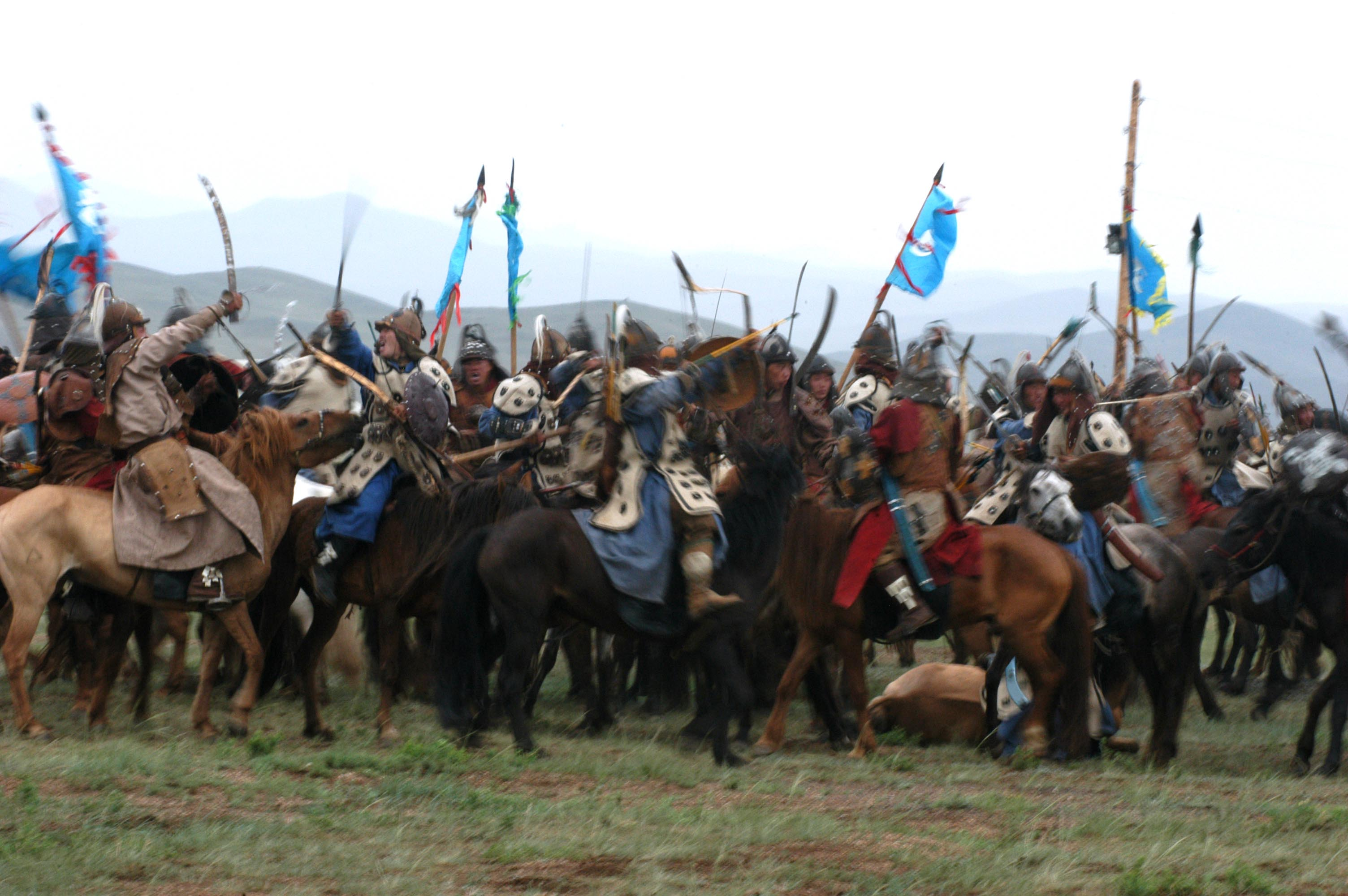
Tái hiện cảnh chiến đấu của kỵ binh Mông Cổ

Ngựa Mông Cổ được huấn luyện sao cho thuận tiện đối với kỵ sĩ có thể bắn cung đủ mọi hướng trong khi chạy nhanh và sao cho thật ổn định khiến cho xạ thủ không bị trở ngại. Một ưu điểm của tư thế đó là khi chạy nhanh hay phi nước đại, con ngựa bao giờ cũng nhoài đầu về trước khiến cho cung thủ không bị vướng víu, có thể quay ngang quay dọc, trái phải một cách tự do. Ngựa phải được hoàn toàn tự do, không yên cương, không ràng mõm, không chở đồ nặng và chỉ được thắng giàm vào giờ phút cuối cùng trước khi xung trận. Đặc biệt ngựa Mông Cổ ít khi tự tiện hí vang, làm lộ vị trí, chúng cũng không tự tiện rời vị trí dù chủ nó không buộc dây.
Khác với các nước phương Tây, dân Mông Cổ cầm dây cương ngựa bằng một tay, và dùng những bàn đạp nhỏ hơn, họ có thể nhoài người, rạp người, khom người, rướn người, xoay người, ngã người khi đang cưỡi ngựa một cách điêu luyện và thuần thục, nhỏ bé này lại mang lại lợi ích rất lớn cho bất kỳ chiến binh, ngoài việc thiết kế nhẹ, giảm tải trọng cho ngựa thì kỵ binh nào sử dụng chúng giúp ổn định trọng tâm, có điểm tựa để giữ thăng bằng, người Mông Cổ đứng trên bàn đạp yên ngựa, cụ thể là với phần lớn trọng lượng cơ thể được dồn vào bắp chân, trong khi chỉ dồn một phần nhỏ lực xuống bàn chân và mắt cá chân, nó giúp những người lính Mông Cổ có thể ngồi thẳng, vững trọng tâm trên lưng ngựa ở cả trong các tình huống hỗn loạn nhất.
Những con ngựa đó được các chiến sĩ nuôi dưỡng trực tiếp từ khi còn nhỏ, ngoan ngoãn và thân cận. Người Mông Cổ biết rằng sức mạnh của họ chủ yếu là kỵ binh nên luôn luôn chú trọng đến việc duy trì một lượng lớn số ngựa nuôi. Mỗi người lính Mông Cổ phải tự chăm lo cho bầy ngựa của mình từ nhỏ cho tới khi đủ năm tuổi mới cưỡi được và tuyệt đối tuân lệnh người cưỡi nó. Đó chính là yếu tố quan trọng để dùng ngựa trong chiến đấu, kỵ sĩ và tọa kỵ là một. Trước đây, ngựa đực đều bị thiến (gelding) để khi hành quân không nổi cơn bất tử khi thấy ngựa cái và chỉ những con đực khỏe mạnh nhất mới được giữ lại làm giống. Đối với chiến mã, Thành Cát Tư Hãn có những quy luật nghiêm nhặt để dưỡng sức cho tọa kỵ.
Ngựa Mông Cổ vốn là ngựa thảo nguyên, nên sức vóc và cơ bắp không thể to khỏe như loại ngựa nuôi nhốt của các trại huấn luyện ngựa châu Âu nhưng ngựa thảo nguyên lại rất linh hoạt và dẻo dai, chịu đựng thời tiết tốt. Chính vì thể hình ngựa nhỏ, gầy, Thành Cát Tư Hãn không đầu tư giáp nặng cho cả ngựa và các chiến binh. Thay vào đó, ông tìm cách giảm tải tối đa cho đại đa số các chiến mã. Loại giáp của Mông Cổ được thiết kế với những chất liệu nhẹ hơn như gỗ và tre, và người Mông Cổ đã phát triển ra loại cung tên đặc chế dành riêng cho kỵ binh của mình là những chiếc cung ngắn (đoản cung Mông Cổ), đối với đội quân chỉ toàn kỵ binh, trường cung không phải là lựa chọn tốt vì cánh cung quá dài sẽ gây vướng víu trên lưng ngựa, số lượng mũi tên lớn, nặng và cồng kềnh đi theo trường cung cũng sẽ khiến cho ngựa chiến mau kiệt sức nên sự lựa chọn thích hợp là đoản cung.
Thành Cát Tư Hãn coi trọng yếu tố mỏng nhẹ của giáp kỵ binh để duy trì sự linh hoạt vốn có, ông cũng cải tiến lại chiếc cung tên đi săn truyền thống thành chiếc cung ngắn sử dụng trên chiến trường loại đoản cung này ngắn và nhẹ hơn rất nhiều so với các loại cung tên truyền thống khác, dù chỉ bắn được ở cự ly ngắn, những chiếc cung tên này lại dễ dàng được mang trên lưng ngựa, cùng với khả năng bắn, nạp nhanh, linh hoạt. Từ đó, đội kỵ binh giáp nhẹ, cung, tên nhẹ ra đời. Nhờ vào tải trọng ít, kỵ binh Mông Cổ rất dễ tăng tốc, quay đầu nhanh hơn so với kỵ binh giáp nặng của châu Âu vốn chỉ mạnh mẽ mỗi khi tấn công. Khinh kỵ binh hay khinh kỵ là đội quân cưỡi ngựa nhỏ, chạy nhanh và dẻo dai. Kỵ sĩ được trang bị nhẹ với vũ khí chủ yếu là kiếm, gươm, khiên, vũ khí cận chiến và cả cung tên.
Khinh kỵ đặc biệt thích hợp cho những chiến thuật mang tính lưu động, đánh chặn sườn, quấy rối, đánh úp, do thám, truy đuổi và rút lui trong khoảng khắc đây là một chiến thuật khác xa với các đội kỵ binh hiệp sĩ nặng nề của châu Âu cùng thời. Sự linh hoạt đến đáng sợ của khinh kỵ Mông Cổ kết hợp với việc họ có thế hồi mã cung ưa thích của kỵ binh Mông Cổ. Để phát huy sức mạnh của các đội kỵ binh, không chỉ phát huy lợi thế di chuyển nhanh, quân Mông Cổ thường dùng bài chia rẽ lực lượng quân địch và áp đảo các cánh quân lẻ bằng cung nỏ. Họ tìm các phong tỏa hoặc vây hãm kẻ thù và chiếm lợi thế về quân số tại điểm tấn công. Ngựa cưỡi của quân kỵ bị tấn công, họ đẩy kỵ binh địch khỏi lưng ngựa để dễ dàng tiêu diệt. Các trận chiến thường diễn ra rất nhanh và ào ạt làm nên chiến thuật của người Mông Cổ là thần tốc, ào ạt và hủy diệt, tốc chiến tốc quyết tựa sấm đánh không kịp bưng tai.